# Bahnstrecke Neumünster–Bad Oldesloe
| |                                 |                                         |                                         |
| Streckennummer (DB): | 1043                            |                                         |                                         |
| Kursbuchstrecke (DB): | 142                             |                                         |                                         |
| Kursbuchstrecke: | 100d (1934) 114a (1946)         |                                         |                                         |
| Streckenlänge: | 44,9 km                         |                                         |                                         |
| Spurweite: | 1435 mm (Normalspur)            |                                         |                                         |
| Streckenklasse: | CE                              |                                         |                                         |
| Streckengeschwindigkeit: | 120 km/h                        |                                         |                                         |
| Zugbeeinflussung: | PZB                             |                                         |                                         |
| Zweigleisigkeit: | durchgehend (bis 1958; geplant) |                                         |                                         |
| |                                 |                                         |                                         |
| \| \| \| von Kiel \| \| \| \| \| von Flensburg \| \| \| \| \| von Heide (Holst) \| \| \| \| \| von Ascheberg (Holst) \| \| \| \| 74,659 \| Neumünster \| Neumünster \| \| \| \| nach Hamburg \| \| \| \| 75,320 \| DB InfraGO/AKN Eisenbahn \| DB InfraGO/AKN Eisenbahn \| \| \| 76,100 \| Schwale \| Schwale \| \| \| \| Anschluss Industriegebiet Wrangelstraße \| \| \| \| 76,700 \| Neumünster Süd AKN \| Neumünster Süd AKN \| \| \| \| Materialumschlagcenter Neumünster \| \| \| \| 77,800 \| Stör (Brücke) \| Stör (Brücke) \| \| \| \| nach Hamburg \| \| \| \| 78,500 \| AKN Eisenbahn/DB InfraGO \| AKN Eisenbahn/DB InfraGO \| \| \| 83,250 \| Kleinkummerfeld \| Kleinkummerfeld \| \| \| \| Willingrade (geplant) \| \| \| \| 86,050 \| Rickling-Ölweiche (bis 30. Mai 1981) \| Rickling-Ölweiche (bis 30. Mai 1981) \| \| \| \| Rickling-Ölweiche (bis etwa 1983) \| \| \| \| 90,900 \| Rickling \| Rickling \| \| \| 96,750 \| Wahlstedt (seit 2002) \| Wahlstedt (seit 2002) \| \| \| \| Anschluss Wahlstedt Gewerbegebiet \| \| \| \| 99,400 \| Fahrenkrug (Bft) \| Fahrenkrug (Bft) \| \| \| 101,663 \| Bundesstraße 206 (30 m) \| Bundesstraße 206 (30 m) \| \| \| 101,829 \| Trave (41 m) \| Trave (41 m) \| \| \| 102,200 \| Bad Segeberg Hamburger Straße (geplant) \| Bad Segeberg Hamburger Straße (geplant) \| \| \| \| von Kiel \| \| \| \| 103,100 \| Bad Segeberg \| Bad Segeberg \| \| \| 104,300 \| Bad Segeberg Oldesloer Straße (geplant) \| Bad Segeberg Oldesloer Straße (geplant) \| \| \| \| nach Lübeck \| \| \| \| 108,173 \| Altengörs \| Altengörs \| \| \| 112,005 \| Wakendorf \| Wakendorf \| \| \| 115,323 \| Fresenburg \| Fresenburg \| \| \| 117,180 \| Poggensee \| Poggensee \| \| \| 118,500 \| Bad Oldesloe Ost (geplant) \| Bad Oldesloe Ost (geplant) \| \| \| 118,561 \| Bundesstraße 75 \| Bundesstraße 75 \| \| \| 108,881 \| Trave (24 m) \| Trave (24 m) \| \| \| \| von Lübeck \| \| \| \| 119,574 \| Bad Oldesloe \| Bad Oldesloe \| \| \| \| nach Hamburg, nach Hagenow Land, \| \| \| \| \| nach Elmshorn und nach Schwarzenbek \| \| \| \| \| \| \| \| Quellen: [1][2][3] \| \| \| \| |                                 |                                         |                                         |
| Strecke |                                 | von Kiel                                | von Kiel                                |
| Abzweig geradeaus und von rechts |                                 | von Flensburg                           | von Flensburg                           |
| Abzweig geradeaus und von rechts |                                 | von Heide (Holst)                       | von Heide (Holst)                       |
| Abzweig geradeaus und ehemals von links |                                 | von Ascheberg (Holst)                   | von Ascheberg (Holst)                   |
| Bahnhof | 74,659                          | Neumünster                              | Neumünster                              |
| Abzweig geradeaus und nach rechts |                                 | nach Hamburg                            | nach Hamburg                            |
| Wechsel des Eisenbahninfrastrukturunternehmens | 75,320                          | DB InfraGO/AKN Eisenbahn                | DB InfraGO/AKN Eisenbahn                |
| Brücke über Wasserlauf | 76,100                          | Schwale                                 | Schwale                                 |
| Abzweig geradeaus und ehemals von rechts |                                 | Anschluss Industriegebiet Wrangelstraße | Anschluss Industriegebiet Wrangelstraße |
| Bahnhof | 76,700                          | Neumünster Süd AKN                      | Neumünster Süd AKN                      |
| Abzweig geradeaus und nach links |                                 | Materialumschlagcenter Neumünster       | Materialumschlagcenter Neumünster       |
| Brücke über Wasserlauf | 77,800                          | Stör (Brücke)                           | Stör (Brücke)                           |
| Abzweig geradeaus und nach rechts |                                 | nach Hamburg                            | nach Hamburg                            |
| Wechsel des Eisenbahninfrastrukturunternehmens | 78,500                          | AKN Eisenbahn/DB InfraGO                | AKN Eisenbahn/DB InfraGO                |
| ehemaliger Bahnhof | 83,250                          | Kleinkummerfeld                         | Kleinkummerfeld                         |
| ehemaliger Dienststation / Betriebs- oder Güterbahnhof |                                 | Willingrade (geplant)                   | Willingrade (geplant)                   |
| ehemaliger Haltepunkt / Haltestelle | 86,050                          | Rickling-Ölweiche (bis 30. Mai 1981)    | Rickling-Ölweiche (bis 30. Mai 1981)    |
| Abzweig geradeaus und ehemals nach links |                                 | Rickling-Ölweiche (bis etwa 1983)       | Rickling-Ölweiche (bis etwa 1983)       |
| Haltepunkt / Haltestelle | 90,900                          | Rickling                                | Rickling                                |
| Haltepunkt / Haltestelle | 96,750                          | Wahlstedt (seit 2002)                   | Wahlstedt (seit 2002)                   |
| Abzweig geradeaus und von rechts |                                 | Anschluss Wahlstedt Gewerbegebiet       | Anschluss Wahlstedt Gewerbegebiet       |
| Haltepunkt / Haltestelle | 99,400                          | Fahrenkrug (Bft)                        | Fahrenkrug (Bft)                        |
| Brücke | 101,663                         | Bundesstraße 206 (30 m)                 | Bundesstraße 206 (30 m)                 |
| Brücke über Wasserlauf | 101,829                         | Trave (41 m)                            | Trave (41 m)                            |
| ehemaliger Haltepunkt / Haltestelle | 102,200                         | Bad Segeberg Hamburger Straße (geplant) | Bad Segeberg Hamburger Straße (geplant) |
| Abzweig geradeaus und ehemals von links |                                 | von Kiel                                | von Kiel                                |
| Bahnhof | 103,100                         | Bad Segeberg                            | Bad Segeberg                            |
| ehemaliger Haltepunkt / Haltestelle | 104,300                         | Bad Segeberg Oldesloer Straße (geplant) | Bad Segeberg Oldesloer Straße (geplant) |
| Abzweig geradeaus und ehemals nach links |                                 | nach Lübeck                             | nach Lübeck                             |
| Haltepunkt / Haltestelle | 108,173                         | Altengörs                               | Altengörs                               |
| Haltepunkt / Haltestelle | 112,005                         | Wakendorf                               | Wakendorf                               |
| Haltepunkt / Haltestelle | 115,323                         | Fresenburg                              | Fresenburg                              |
| ehemaliger Haltepunkt / Haltestelle | 117,180                         | Poggensee                               | Poggensee                               |
| ehemaliger Haltepunkt / Haltestelle | 118,500                         | Bad Oldesloe Ost (geplant)              | Bad Oldesloe Ost (geplant)              |
| Bahnübergang | 118,561                         | Bundesstraße 75                         | Bundesstraße 75                         |
| Brücke über Wasserlauf | 108,881                         | Trave (24 m)                            | Trave (24 m)                            |
| Abzweig geradeaus und von links |                                 | von Lübeck                              | von Lübeck                              |
| Bahnhof | 119,574                         | Bad Oldesloe                            | Bad Oldesloe                            |
| Strecke |                                 | nach Hamburg, nach Hagenow Land,        | nach Hamburg, nach Hagenow Land,        |
| Strecke |                                 | nach Elmshorn und nach Schwarzenbek     | nach Elmshorn und nach Schwarzenbek     |
| |                                 |                                         |                                         |
| Quellen: |                                 |                                         |                                         |

Die Bahnstrecke Neumünster–Bad Oldesloe ist eine etwa 45 Kilometer lange eingleisige, nicht elektrifizierte Hauptbahn. Sie verbindet das mittelholsteinische Neumünster mit Bad Oldesloe, der Kreisstadt des Kreises Stormarn.

## Geschichte
Die Strecke wurde am 10. Dezember 1875 durch die damalige Altona-Kieler Eisenbahn-Gesellschaft eröffnet. 1884 wurde die Eisenbahngesellschaft verstaatlicht. Bis 1945 war die damals zweigleisige Strecke Teil der Kaiserbahn Neumünster–Hagenow Land in Mecklenburg.
1907 wurde die Strecke durchgehend zweigleisig ausgebaut. Die Strecke hatte strategische Bedeutung durch die Möglichkeit, Züge der Relation Neumünster–Hamburg über Bad Segeberg zu führen. Dies geschah meist im Güterverkehr.
Die Strecke war Drehort für einige Szenen des Spielfilms Lockende Sterne aus dem Jahr 1952.
Aufgrund des zurückgegangenen Verkehrsaufkommens wurde das zweite Streckengleis 1958 und 1959 stillgelegt und bis 1962 zurückgebaut. Die Grundstücksflächen des zweiten Gleises blieben in Bahneigentum.
Am 29. September 1984 wurde der Personenverkehr auf dem Teilstück Neumünster–Bad Segeberg eingestellt. Die Strecke wurde jedoch weiterhin teilweise im Güterverkehr bedient und betriebsfähig vorgehalten. Mit dem Personenverkehr wurde der Güterverkehr zwischen Rickling und Fahrenkrug aufgegeben, am 25. September 1988 auch zwischen Kleinkummerfeld und Rickling, am 30. Mai 1990 schließlich zwischen Neumünster und Kleinkummerfeld.
Teile des 1984 stillgelegten Bahnhofs Kleinkummerfeld wurden vom Verein Eisenbahnfreunde Mittelholstein erworben. Dieser richtete dort das seit 1986 bestehende Verkehrsmuseum Eisenbahnmuseum Bahnhof Kleinkummerfeld ein.
Der Bahnhof Kleinkummerfeld, der für die Bedienung des am 3. Juni 1956 eröffneten Anschlusses Rickling-Ölweiche notwendig war, wurde nicht wieder in Betrieb genommen. Die Anschlussstelle Rickling-Ölweiche konnte von Kleinkummerfeld nur mit geschobenen Zügen erreicht werden, da dort keine Umfahrungsmöglichkeit vorhanden war. Die Anschlussstelle wurde etwa 1983 vor der Betriebseinstellung zwischen Neumünster und Bad Segeberg aufgelassen. Der an der Anschlussstelle vorhandene Haltepunkt wurde am 30. Mai 1981 das letzte Mal bedient.
Der Haltepunkt Fresenburg wurde vor 2024 aufgewertet.
Im Herbst 2024 begann die DB InfraGO mit einer Sanierung der Trave-Brücke in Bad Oldesloe und eine Brücke in Wakendorf I. Bei beiden wird ein späterer zweigleisiger Ausbau berücksichtigt.

### Zweigleisiger Ausbau und Elektrifizierung
Ein zweigleisiger Ausbau und eine Elektrifizierung der Strecke waren bereits im Bundesverkehrswegeplan 2003 (BVWP 2003) vorgesehen. 2010 wurde in einer Überprüfung des Bedarfsplans für das ca. 300 Millionen Euro teure Projekt nur noch ein Nutzen-Kosten-Verhältnis von 0,6 ermittelt. Dies resultierte aus einer geringeren Nachfrage im Güterverkehr als ursprünglich im Bedarfsplan prognostiziert, da für die Überprüfung die Umsetzung der festen Fehmarnbeltquerung angenommen wurde. Aufgrund der damit fehlenden Wirtschaftlichkeit war eine Finanzierung und Umsetzung des Projekts mit Bundesmitteln nicht möglich. Auch für die Aufstellung des BVWP 2030 prüfte das Bundesministerium für Verkehr und digitale Infrastruktur einen Ausbau der Strecke. Dabei wurde keine der untersuchten Varianten als wirtschaftlich eingestuft, sodass keine Aufnahme in den 2016 beschlossenen BVWP 2030 erfolgte. Im Koalitionsvertrag des Kabinetts Günther II setzte sich die schwarz-grüne Landesregierung 2022 das Ziel, den „zweigleisigen Ausbau und die Elektrifizierung […] voranzutreiben“.
Zusammen mit der durchgehenden Zweigleisigkeit und der Elektrifizierung sieht der Nahverkehrsverbund Schleswig-Holstein im Zielkonzept eine Erhöhung der Streckenhöchstgeschwindigkeit auf 160 km/h vor. Neben dem Haltepunkt Bad Oldesloe Ost, für den 2023 das Planfeststellungsverfahren eingeleitet worden ist und der Baubeginn für 2025 ankündigt wurde, sollen weitere Haltepunkte Bad Segeberg Hamburger Straße östlich des Bahnübergangs an der Hamburger Straße und Bad Segeberg Oldesloer Straße auf Höhe der Oldesloer Straße sowie ein Betriebsbahnhof bei Willingrade entstehen. Der Nahverkehrsverbund Schleswig-Holstein strebte Stand Juni 2024 den Abschluss des Vorplanung bis Ende 2024 oder Anfang 2025[veraltet], die Entwurfsplanung bis 2026 und den Planfeststellungsbeschluss bis 2027 an.
In einer ersten Baustufe vor 2030 soll in ein bis eineinhalb Jahren der Ausbau erfolgen und dabei die Strecke in den Abschnitten Willingrade–Fahrenkrug und Bad Segeberg–Bad Oldesloe Ost wieder zweigleisig werden. 2024 hielt die Deutsche Bahn dagegen eine Umsetzung bis 2030 für unwahrscheinlich. In den übrigen Abschnitten erfordern Zwangspunkte wie die Straßenüberführung der Bundesstraße 205 bei Neumünster, für die ein Neubau notwendig ist, sowie mehrere Eisenbahnüberführungen umfangreichere Planungen.
Die Kosten für den Ausbau sollen zu 75 Prozent vom Bund und 25 Prozent vom Land getragen werden.

## Streckenbeschreibung
Die 43 Kilometer lange Strecke zwischen Neumünster und Bad Oldesloe ist eingleisig und nicht elektrifiziert. Die Streckenhöchstgeschwindigkeit liegt zwischen Neumünster und Bad Segeberg bei 120 km/h und zwischen Bad Segeberg und Bad Oldesloe bei 100 km/h.
Die Strecke wird unter der VzG-Streckennummer 1043 mit dem Streckenanfang in Neumünster (km 74,376) und dem Streckenende in Bad Oldesloe (km 119,886) geführt.

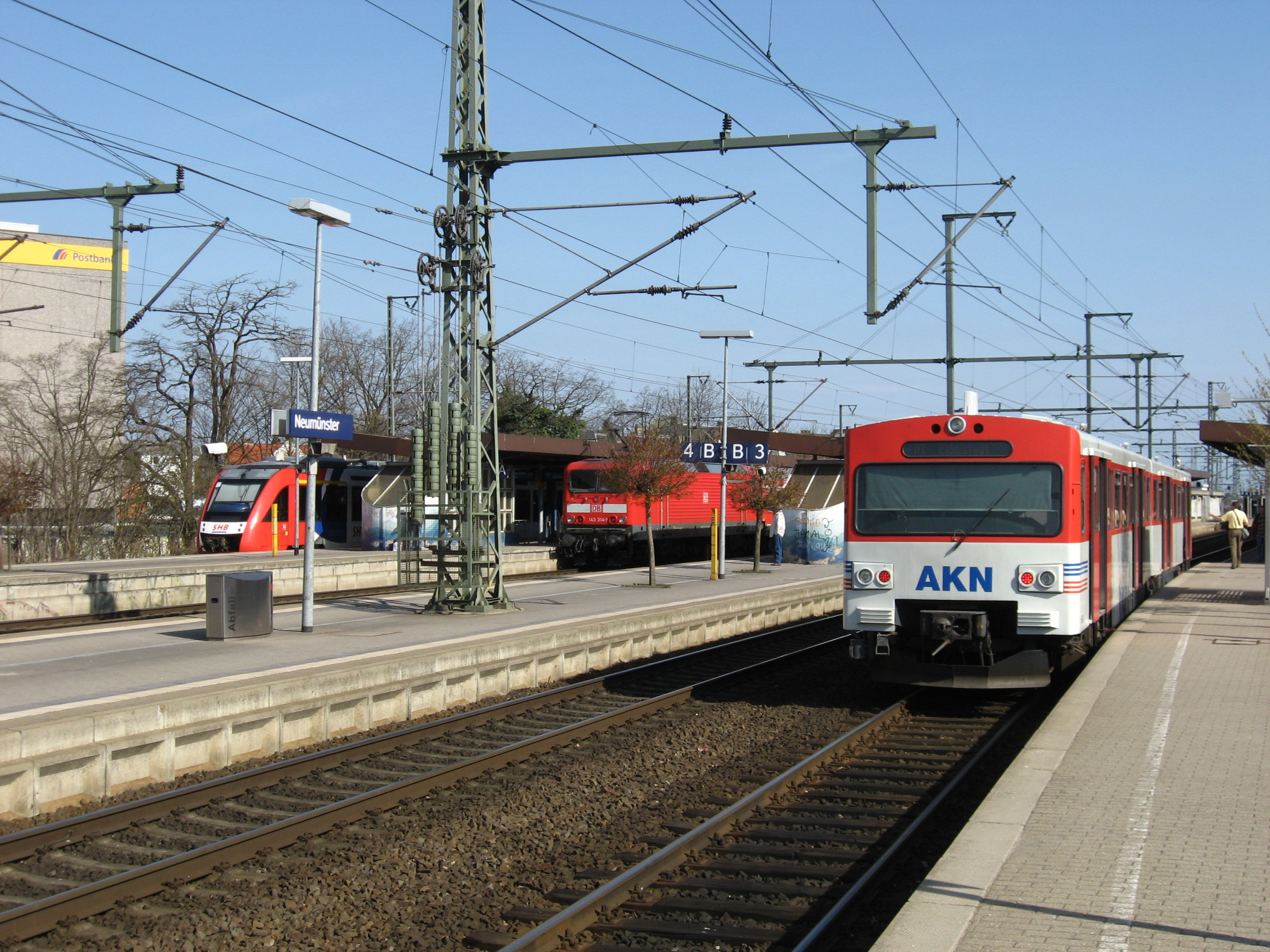
Neumünster (2010)
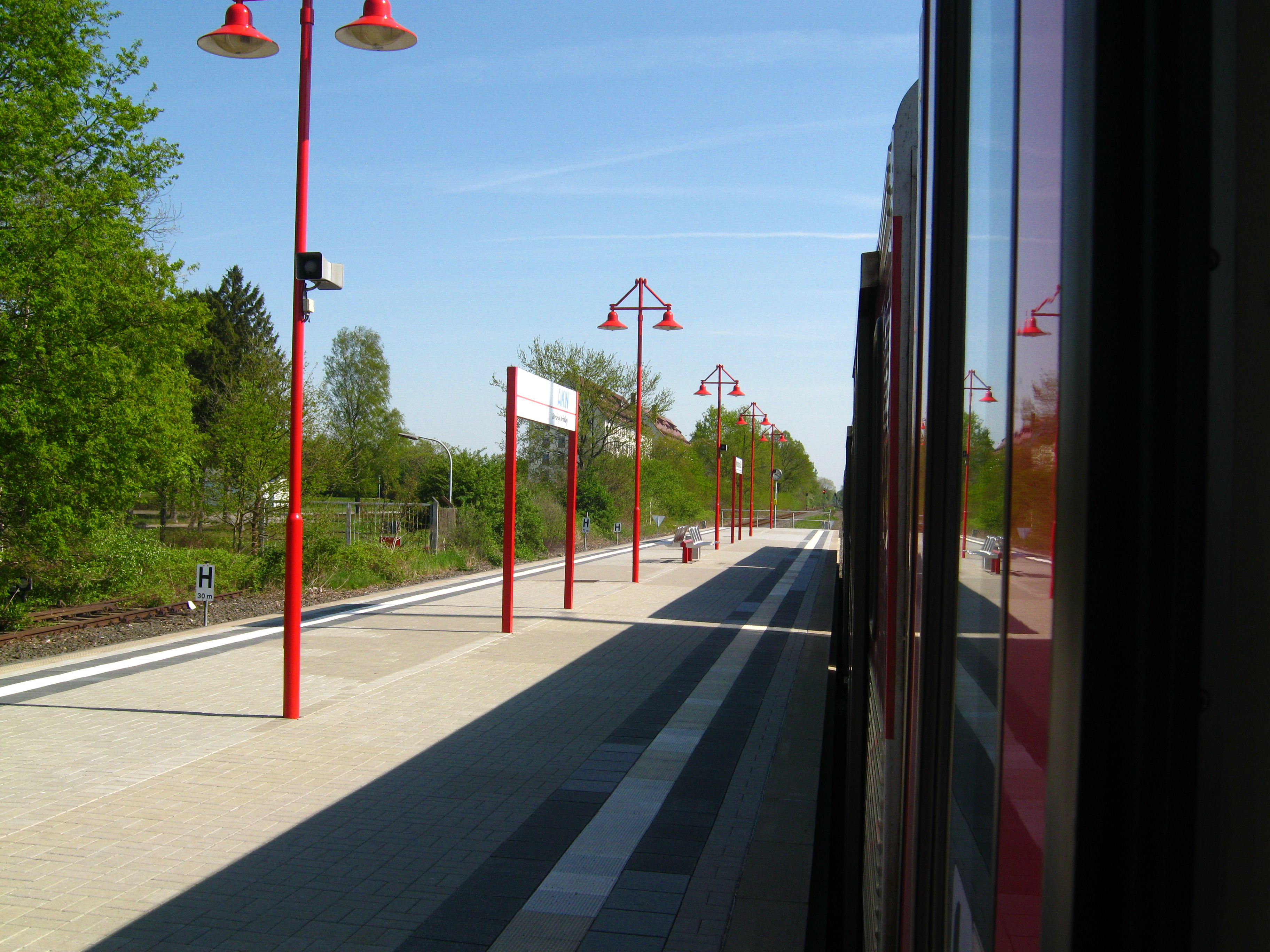
Neumünster Süd (2014)
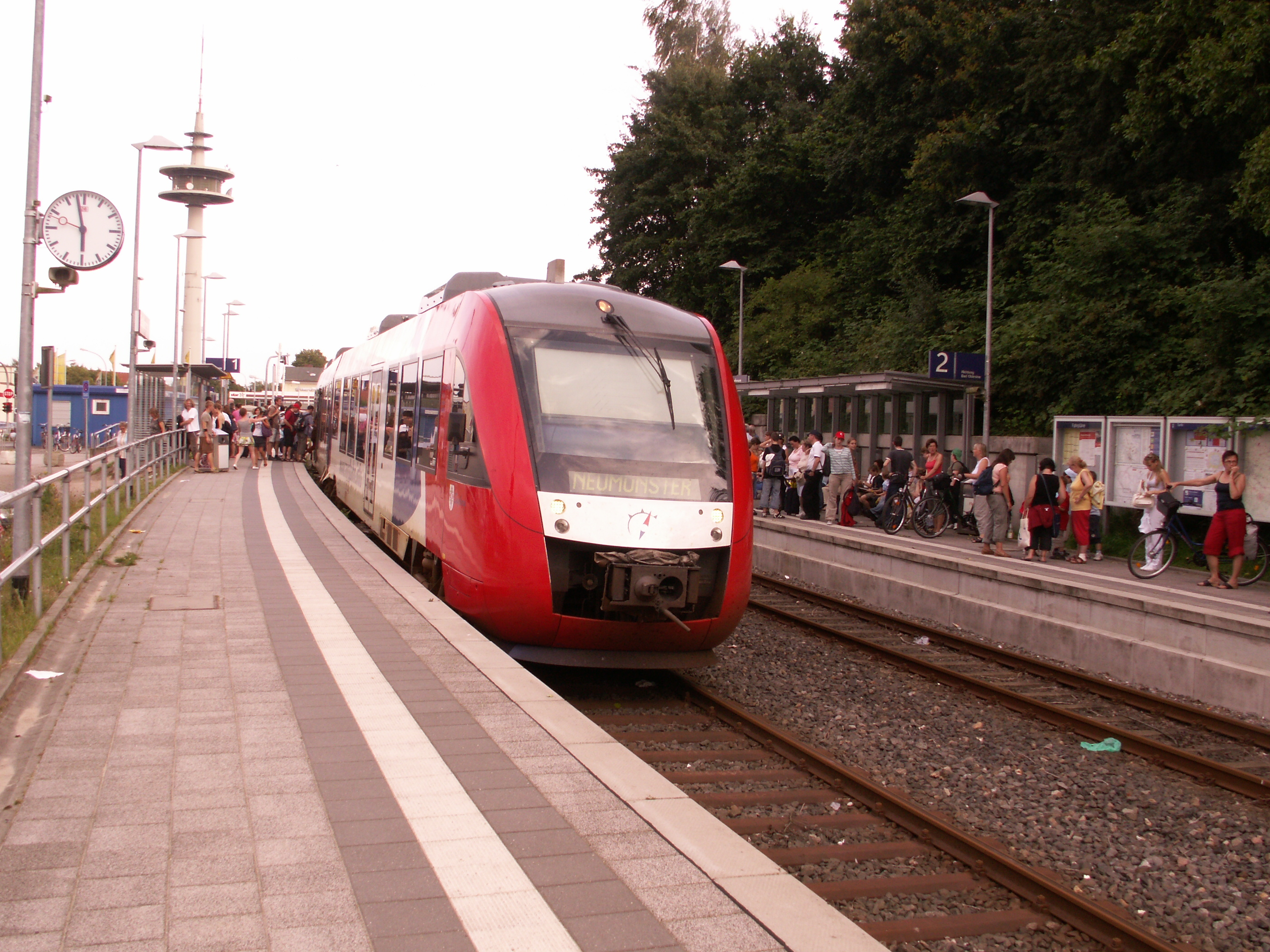
Bad Segeberg (2007)
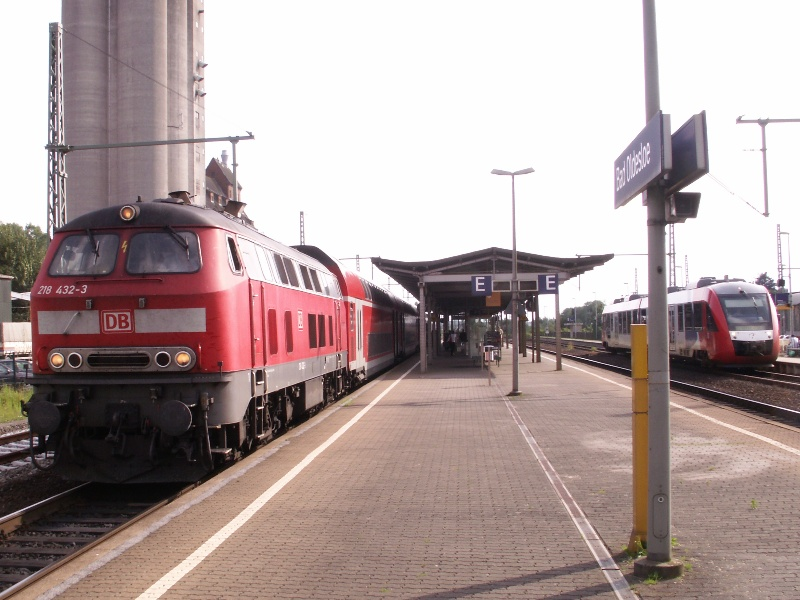
Bad Oldesloe (2007)

## Fahrzeugeinsatz
Die Deutsche Bundesbahn setzte vom Sommerfahrplan 1989 an Dieseltriebwagen der Baureihe 628 ein.
Die Nordbahn Eisenbahngesellschaft setzte ab 2002 Dieseltriebwagen des Typs Alstom Coradia LINT 41 ein. Diese wurden ab dem 19. Februar 2024 bis Ende März 2024 durch Akkumulatortriebwagen des Typs Stadler Flirt Akku ersetzt.

## Verkehr
Nach dem Zweiten Weltkrieg verlor die Strecke durch die Deutsche Teilung immer mehr an Bedeutung. 1949/50 fuhren über Bad Segeberg noch ein Eilzugpaar und fünf Personenzugpaare.
Für die Bundeswehr, deren Garnisonstadt Bad Segeberg ab 1962 für das Panzergrenadierbataillon 182 war erlangte die Strecke eine Bedeutung zum Transport von Panzern sowie zur An- und Abreise der Wehrdienstleistenden.
Von den späten 1950er bis zu den 1970er Jahren gab es einen Eilzug Flensburg–Neumünster–Bad Oldesloe–Hamburg, der die Strecke morgens befuhr.
In den 1970er Jahren verkehrten insgesamt sieben Zugpaare über die Gesamtstrecke, verstärkt durch zwei Zugpaare zwischen Bad Segeberg und Bad Oldesloe für Pendler Richtung Hamburg.
Durch Rationalisierungsmaßnahmen der Bundesbahn Anfang der 1970er-Jahre strich die Deutsche Bundesbahn die Verbindungen in Tagesrandlage.
1976 erfolgte die 1974 von der Bundesbahn beschlossene die Schließung der Stückgutabfertigung.
Nachdem das Bundesverkehrsministerium die von der Deutschen Bundesbahn beantragte Einstellung des Personenverkehrs auf der Reststrecke nicht genehmigt hatte, wurde auf dem verbliebenen Teilstück Bad Segeberg–Bad Oldesloe vom Sommerfahrplan 1989 an der Personennahverkehr im Stundentakt durchgeführt.
Im Dezember 2002 wurde auf dem Abschnitt Neumünster–Bad Segeberg nach zahlreichen Verzögerungen der Personenverkehr wieder aufgenommen. Seitdem werden die Bahnhöfe Neumünster Süd AKN und Wahlstedt neu bedient. Seit Dezember 2002 wird die Strecke von der Nordbahn Eisenbahngesellschaft im Personenverkehr bedient. Die Strecke wird heute im Stundentakt von Regionalbahn-Zügen der Linie RB 82 befahren, für die Anschluss in Bad Oldesloe und Neumünster in alle Richtungen besteht. Alle Züge befahren die gesamte Strecke und halten an allen Stationen, wobei es zwei Bedarfshalte – Altengörs und Fresenburg – gibt. Die Fahrzeit beträgt rund 45 Minuten.
Sowohl das Land als Besteller der Fahrleistungen als auch die Betreibergesellschaft wurden von den hohen Fahrgastzahlen überrascht. Die Züge sind zu Stoßzeiten oft überfüllt. Als erste Maßnahme wurde ein Parallelverkehr mit Bussen eingeführt, da an einigen Stationen die Bahnsteige zu kurz für eine Doppeltraktion waren. Gleichwohl wurde ab dem 12. Dezember 2011 bei stark nachgefragten Verbindungen eine Doppeltraktion eingesetzt. Mit der Verlängerung der Bahnsteige in Fresenburg und Altengörs wurde ein Halt von Doppeltraktionen überall möglich.
Die Strecke ist durch ihre geringe Kapazität tagsüber zu fast 100 % ausgelastet. Daher kommt es bei Baustellen oder Umleitungen von Güterzügen über die Strecke immer wieder zu Ausfällen und Schienenersatzverkehr im Personennahverkehr.
Der Nahverkehrsverbund Schleswig-Holstein kündigte an, nach Abschluss der ersten Baustufe des Ausbaus 2030 zusätzlich zur Regionalbahn-Linie über die Strecke eine stündliche Regional-Express-Linie Kiel–Bad Segeberg–Bad Oldesloe–Hamburg einzurichten und damit das Angebot auf zwei Züge pro Stunde und Richtung zu verdoppeln. Langfristig sollen eine S-Bahn-Linie zwischen Kiel und Bad Segeberg sowie eine Regionalbahn-Linie zwischen Bad Segeberg und Hamburg eingeführt werden. Durch den vollständigen Ausbau wäre die Strecke mit dem Personenverkehr nur noch zu etwa 40 bis 50 % ausgelastet.